# الصياد: حرب الشتاء
الصياد: حرب الشتاء هو فيلم حركة تم إنتاجه في الولايات المتحدة وصدر في سنة 2016. الفيلم من إخراج سيدريك نيكولاس ترويان من بطولة كريس هيمسوورث وتشارليز ثيرون وإيميلي بلنت وسام كلافلن وجيسيكا شاستاين. أطلق الفيلم في الولايات المتحدة بتاريخ 22 أبريل 2016.

## القصة
يدور الفيلم حول الأختين الملكتين ريفينا «الملكة الشريرة» وفريا «الملكة الطيبة»، إيريك وصديقته المحاربة سارة، بالإضافة إلى جيش الصيادين الذين تم تجهيزهم منذ الصغر لحماية الملكة فريا، والذين يحاولون جميعا محاربة ريفينا وخططها الشريرة.

## الممثلون والشخصيات
- كريس هيمسوورث (بدور: إريك (الصياد))
- تشارليز ثيرون (بدور: رافينا)
- إيميلي بلنت (بدور: فريا)
- سام كلافلن (بدور: ويليام)
- جيسيكا شاستاين (بدور: سارة)

## الميزانية والإيرادات
بلغت تكلفة إنتاج الفيلم حوالي 115 مليون دولار بينما حقق إيرادات تقدر بـ 146.3 مليون دولار.

## وصلات خارجية
- الصياد: حرب الشتاء على موقع IMDb (الإنجليزية)
- الصياد: حرب الشتاء على موقع ميتاكريتيك (الإنجليزية)
- الصياد: حرب الشتاء على موقع روتن توميتوز (الإنجليزية)
- الصياد: حرب الشتاء على موقع قاعدة بيانات الأفلام العربية
- الصياد: حرب الشتاء على موقع ألو سيني (الفرنسية)
- الصياد: حرب الشتاء على موقع Turner Classic Movies (الإنجليزية)
- الصياد: حرب الشتاء على موقع أول موفي (الإنجليزية)
- الصياد: حرب الشتاء على موقع بوكس أوفيس موجو (الإنجليزية)
- الصياد: حرب الشتاء على موقع فيلمافينيتي (الإسبانية)
- الصياد: حرب الشتاء على موقع قاعدة بيانات الأفلام السويدية (السويدية)